# كريس سنايدر
كريس سنايدر (بالإنجليزية: Chris Snyder)‏ هو لاعب كرة قاعدة أمريكي، ولد في 12 فبراير 1981 في هيوستن في الولايات المتحدة.

## وصلات خارجية
- كريس سنايدر على موقع دوري كرة القاعدة الرئيسي (الإنجليزية)
- كريس سنايدر على موقعبيزبول رفرنس.كوم (الدوري الرئيسي) (الإنجليزية)
- كريس سنايدر على موقعبيزبول رفرنس.كوم (الدوري الثانوي) (الإنجليزية)
- كريس سنايدر على موقع إي إس بي إن.كوم (أم.أل.بي) (الإنجليزية)
- كريس سنايدر على موقع مشجعي الرسوم البيانية (الإنجليزية)